# Constance Gordon-Cumming

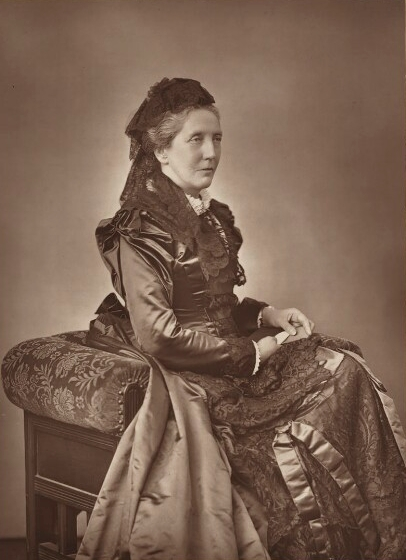
Constance Frederica Gordon-Cumming (1896)

Constance Frederica „Eka“ Gordon-Cumming (geboren am 26. Mai 1837; gestorben am 4. September 1924) war eine schottische Reiseschriftstellerin und Malerin. Sie war eine Freundin der Reiseschriftstellerinnen und Künstlerinnen Marianne North und Isabella Bird und beeinflusste sie.

## Leben

### Frühe Jahre
Gordon-Cummings wurde am 26. Mai 1837 in Altyre in der Nähe von Forres in Schottland als 12. Kind einer wohlhabenden Familie geboren. Ihre Eltern waren Sir William Gordon Gordon-Cumming, 2. Baronet, und Eliza Maria Gordon-Cumming, Enkelin des Duke of Argyll. Sie war die Tante von Sir William Gordon-Cumming, 4. Baronet.

### Erste Reisen
Ihr Schweizer Dienstmädchen unterrichtete sie in Französisch, und nach dem Tod ihrer Mutter 1848 zog sie zu einer Tante nach Northumberland. Sie ging in der Hermitage Lodge in Fulham zur Schule und verließ diese 1853. Ihre Reisephase begann um 1866, als sie sich in Loch Ness aufhielt, wo ihr unheilbar kranker Bruder Roualeyn von einer anderen Schwester gepflegt wurde. Im Jahr 1868 begab sie sich mit ihrem Halbbruder Frederick auf eine Malreise zu den Westlichen Inseln.

### Weitere Reisen
Sie brachte sich selbst das Malen bei und wurde darin von anderen Künstlern unterstützt, unter anderem von einem der Lieblingsmaler  Königin Victorias, Sir Edwin Landseer. Sie nahm auch eine Einladung ihrer Halbschwester Emilia Sergison in Indien an, und nachdem sie dort ein Jahr verbracht hatte, schrieb sie In the Himalayas and on the Indian Plains (1884). Darauf folgten zwölf Jahre Reisen in verschiedene Länder.
Gordon-Cumming bereiste alle Kontinente und viele Länder, vor allem in Asien und im Pazifik. Sie malte über tausend Aquarelle und arbeitete nach dem Motto "Niemals einen Tag ohne mindestens eine sorgfältig ausgeführte farbige Skizze", wobei sie ihren Tag in Indien um 5 Uhr morgens begann. Zu den Ländern, die sie besuchte, gehören Australien, Neuseeland, Amerika, China und Japan. Im Oktober 1879 kam sie in Hilo, Hawaii, an und gehörte zu den ersten Künstlern, die die aktiven Vulkane malten.

### Spätere Jahre und Tod
Ihr Hawaii-Reisebericht The Kingdom of Hawaii erschien 1883 in Edinburgh. Ihre Reise endete 1880, als das Schiff  Montana, auf dem sie sich befand, bei Holyhead gegen einen Felsen stieß. Zusammen mit dem Kapitän bestieg sie erst das letzte Rettungsboot, um ihre vielen Bilder zu retten. Sie wurde mehrere Stunden später gerettet und kehrte nach Schottland zurück, um mit ihrer verwitweten Schwester Eleanor in Crieff zusammen zu leben, und fuhr fort, Bücher zu schreiben.
Constance Frederica Gordon-Cumming starb am 4. September 1924 in Schottland und wurde in der Nähe von Crieff begraben.

## Ausgewählte Werke

### Gemälde

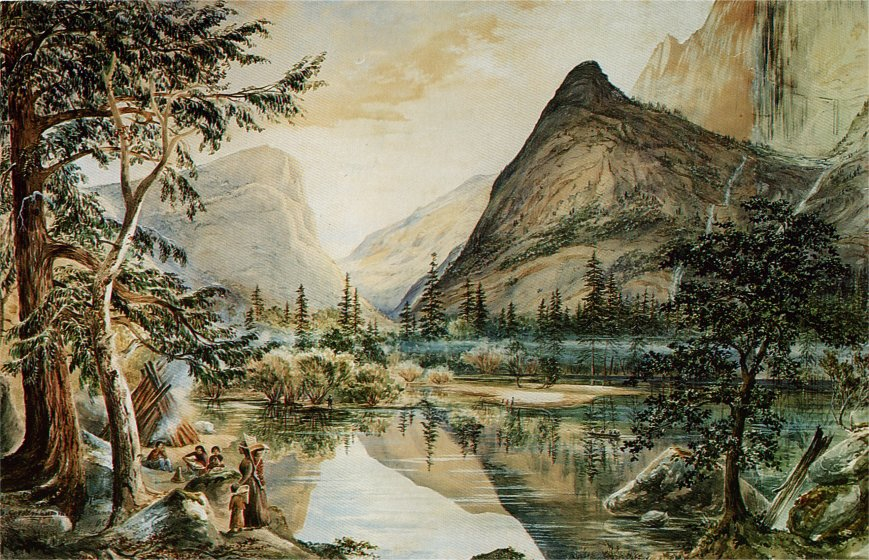
Indian Life at Mirror Lake (1878) by C. F. G.-C.
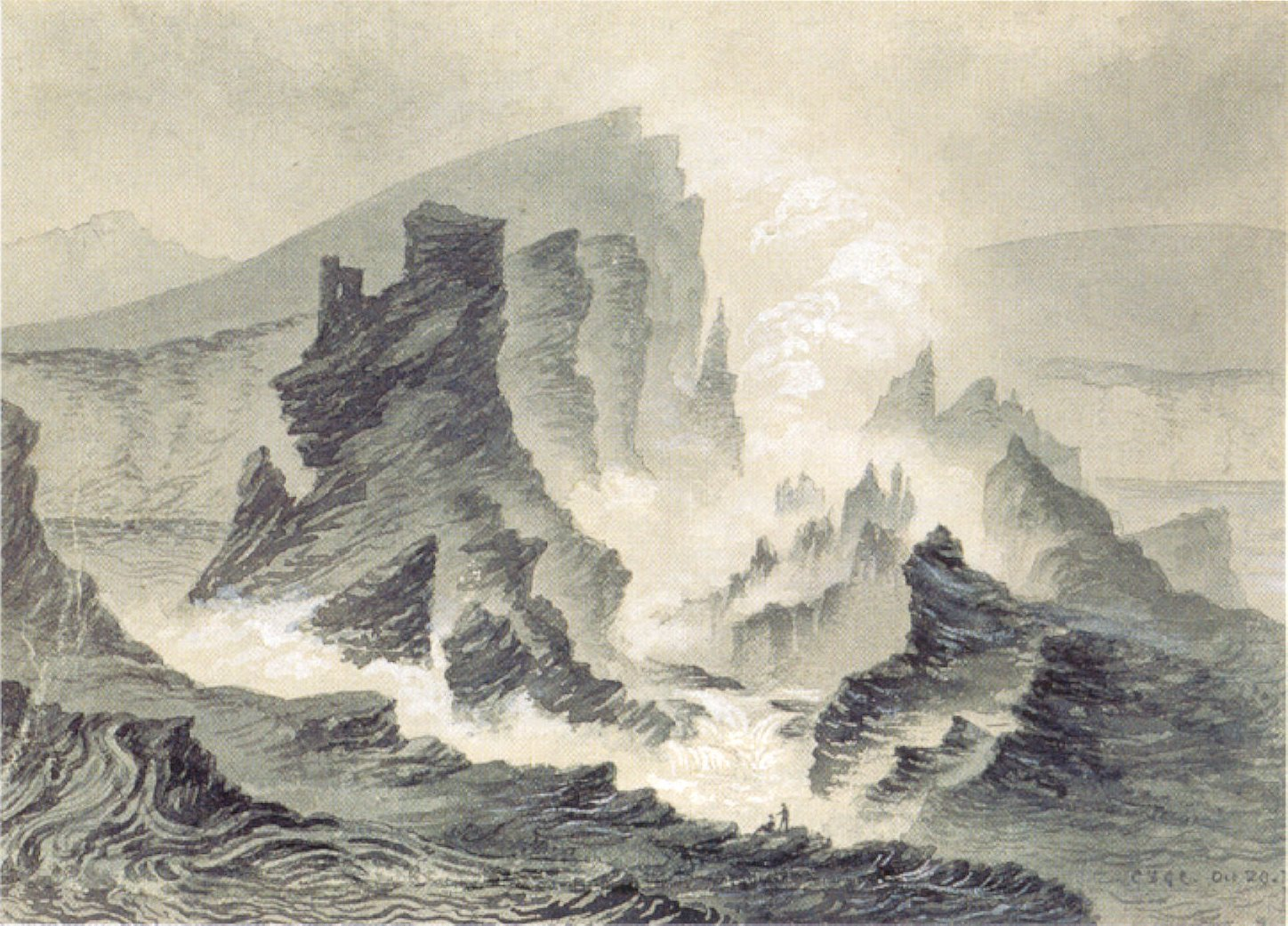
Halemaumau, 1879, ink wash with white heightening over traces of graphite by Constance Gordon-Cumming, 1879, Honolulu Museum of Art
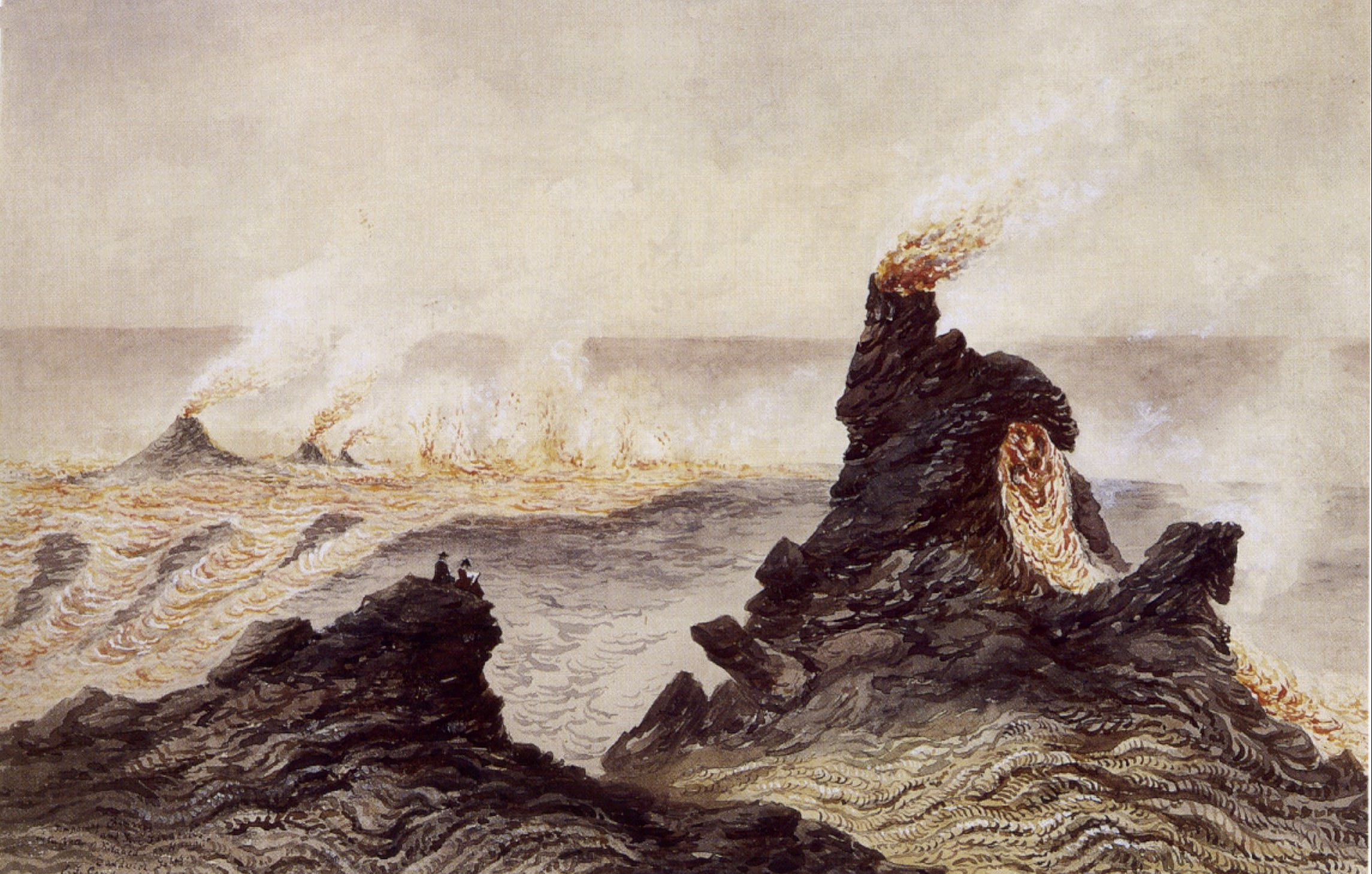
'Temporary Chimneys and Fire Fountains', watercolor by Constance Gordon-Cumming, c. 1880

### Publikationen
- 1876 From the Hebrides to the Himalayas; a Sketch of Eighteen Months' Wanderings in Western Isles and Eastern Highlands.
- 1882 A Lady's Cruise in a French Man-of-War (Edinburgh: William Blackwood & Sons)
- 1882 "Gordon Ningpo and the Buddhist Temples" The Century Magazine (Sept.) (online at Making of America)
- 1883 Fire Fountains: The Kingdom of Hawaii (Edinburgh: William Blackwood)
- 1883 In the Hebrides (Edinburgh). Cruising the Scottish Islands.
- 1884 Granite Crags Edinburgh and London: William Blackwood & Sons.
- 1884 In the Himalayas and on the Indian Plains (London: Chatto & Windus)
- 1884 "New Zealand in Blooming December," The Century Magazine (Dec.) (online at Making of America)
- 1885 Via Cornwell to Egypt (London: Chatto & Windus)
- 1886 Granite crags of California (Edinburgh & London: William Blackwood & Sons)
- 1887 Work for the Blind in China: Showing How Blind Beggars may be transformed into useful Scripture Readers(Helensburgh, [1892])
- 1893 Two Happy Years in Ceylon, (London: Chatto & Windus)
- 1899 The Inventor of the Numeral-type for China, by the use of which Illiterate Chinese both Blind and Sighted can very Quickly be Taught to Read and Write Fluently (London: Downey & Co.)
- 1900 Wanderings in China (Edinburgh: W. Blackwood.)